# Allan Holdsworth

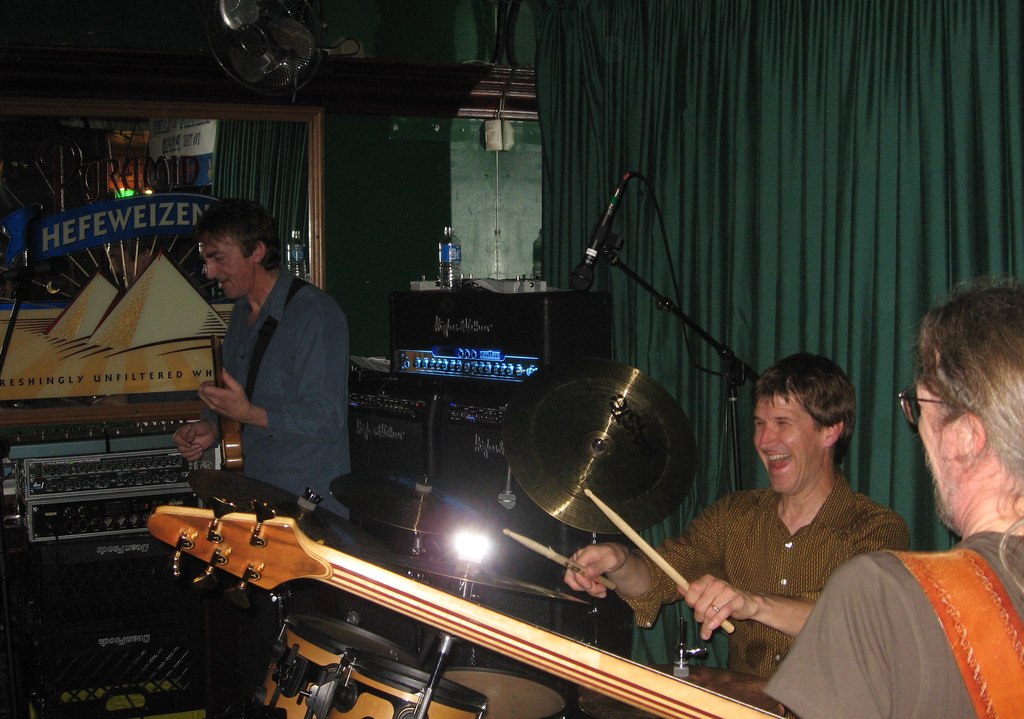
Holdsworth, Chad Wackerman (centro) y Jimmy Johnson (derecha) en Huntington Beach, 2006

Allan Holdsworth (Bradford, Inglaterra, 6 de agosto de 1946-Vista, California, 15 de abril de 2017) fue un músico británico.

## Carrera
Comenzó a tocar en bandas de fiestas inclinándose rápidamente por el naciente género del jazz fusión, formando la banda Igginbottom en 1969. Pasó por varias bandas de rock progresivo y jazz como Tempest, Nucleus y Soft machine, para posteriormente formar parte de la segunda versión de la banda del virtuoso baterista ex Miles Davis, Tony Williams: The Tony Williams New Lifetime, en 1975. Es a partir de su participación en esta banda como se da a conocer en el medio jazzístico por su estilo innovador. Posteriormente, pasó a formar parte de Gong y se editó un disco solista no autorizado por él, Velvet Darkness, con músicos como Narada Michael Walden, Alphonzo Johnson y Alan Pasqua. A finales de los setenta formó parte de las bandas de Jean-Luc Ponty (ex Zappa), UK (con Bill Bruford, John Wetton y Eddie Jobson) y Bruford (con Jeff Berlin y Dave Stewart).
Después de un período tocando ocasionalmente en bares con Steve Topping, Paul Carmichael y Gary Husband, nace el proyecto I.O.U. en 1980. Este proyecto tenía la intención de ser la banda de solista de Holdsworth, con la que grabó un álbum homónimo. Por estas fechas, Holdsworth se sumió en un período de depresión por la baja popularidad que alcanzaba su música debido a que era, según él, «muy roquero para las emisoras de jazz, y muy jazzístico para las emisoras de rock».[cita requerida] Al cabo de un par de años, Eddie Van Halen le hace publicidad en Warner Brothers, iniciando con esto la grabación del álbum Road Games con músicos como Chad Wackerman (Frank Zappa), Jeff Berlin (de la banda Bruford) y Paul Williams (de la banda Tempest). Holdsworth se sintió ofendido por la presión creativa ejercida por el productor de Van Halen, Ted Templeman, por lo que decide no firmar con una casa disquera grande jamás. El disco rápidamente se convierte en objeto de culto, siendo nominado para el premio Grammy pese al bajo tiraje. Decide reformar I.O.U. con Wackerman y Williams, sumándose en el bajo Jimmy Johnson.
De esta banda surge el disco Metal Fatigue (1985), que es considerado el álbum más popular de Holdsworth.[cita requerida] A este le siguió Atavachron (1986) ya con el uso de la SynthAxe, un instrumento electrónico semejante a una guitarra, pero con la posibilidad de manejar el tono con el aliento. Holdsworth editó un par de álbumes en directo: All Night Wrong (2003) y Then! (2005, pero grabado en 1990). Dentro de su catálogo se incluyen tres videos: I.O.U. Live in Japan (1985), Just For The Curious (1991) y Live At The Galaxy Theater (2000).
Holdsworth colaboró en álbumes de diversos estilos, que van desde el jazz tradicional, el free jazz, el acid jazz, la música electrónica y hasta el metal progresivo.
Holdsworth falleció el 15 de abril de 2017. Su cuerpo fue encontrado al día siguiente en su casa de Vista, California. En un principio, no se dio a conocer la causa de su muerte. Luego se supo que fue por una enfermedad cardiovascular.

## Discografía
Como solista
- 1976 - Velvet Darkness
- 1982 - I. O. U.
- 1983 - Road Games
- 1985 - Metal Fatigue
- 1986 - Atavachron
- 1987 - Sand
- 1989 - Secrets
- 1992 - Wardenclyffe Tower
- 1993 - Hard Hat Area
- 1996 - None Too Soon
- 1999 - The Sixteen Man of Tain
- 2001 - FLAT Tire
- 2002 - All Night Wrong
- 2004 - Then! Live
- 2005 - Against The Clock

Con Gordon Beck
- The Things You See
- With A Heart In My Song

Con Jack Bruce
- A Question Of Time

Con Bill Bruford
- Feels Good To Me
- One Of A Kind
- Hell's Bell's
- Master Strokes

Con Stanley Clarke
- If This Bass Could Only Talk
- The Collection

Con Come Together
- Guitar Tribute To The Beatles

Para la Cymbiosis Magazine
- Volume 1 #1
- Volume 2 #2

Con Enigma Variations
- Enigma Variations
- Volume 2

Con Frank Gambale
- Truth In Shredding

Con Pierre Moerlen's Gong
- Gazeuse
- Expresso
- Expresso 2
- Time Is The Key
- Wingful Of Eyes

Con Gongzilla
- Suffer

Para Guitar on the Edge
- Volume 1
- Volume 2

Con Gorky Park
- Stare

Para Guitar's Practicing Musicians
- Play That Funky Music

Con Stuart Hamm
- Radio Free Albemuth

Con Steve Hunt
- From Your Heart And Your Soul

Con Jon St. James
- Trans-Atlantic
- Fast Impressions

Con Anders Johansson & Jens Johanson
- Heavy Machinery

Con Krokus
- Change Of Address

Con Level 42
- Guaranteed

Con Andrea Marcelli
- Silent Will
- Oneness

Con Alex Masi
- Attack Of The Neon Shark

Con Esther Phillips
- Capricorn Princess

Con Jean-Luc Ponty
- Enigmatic Ocean
- Individual Choice

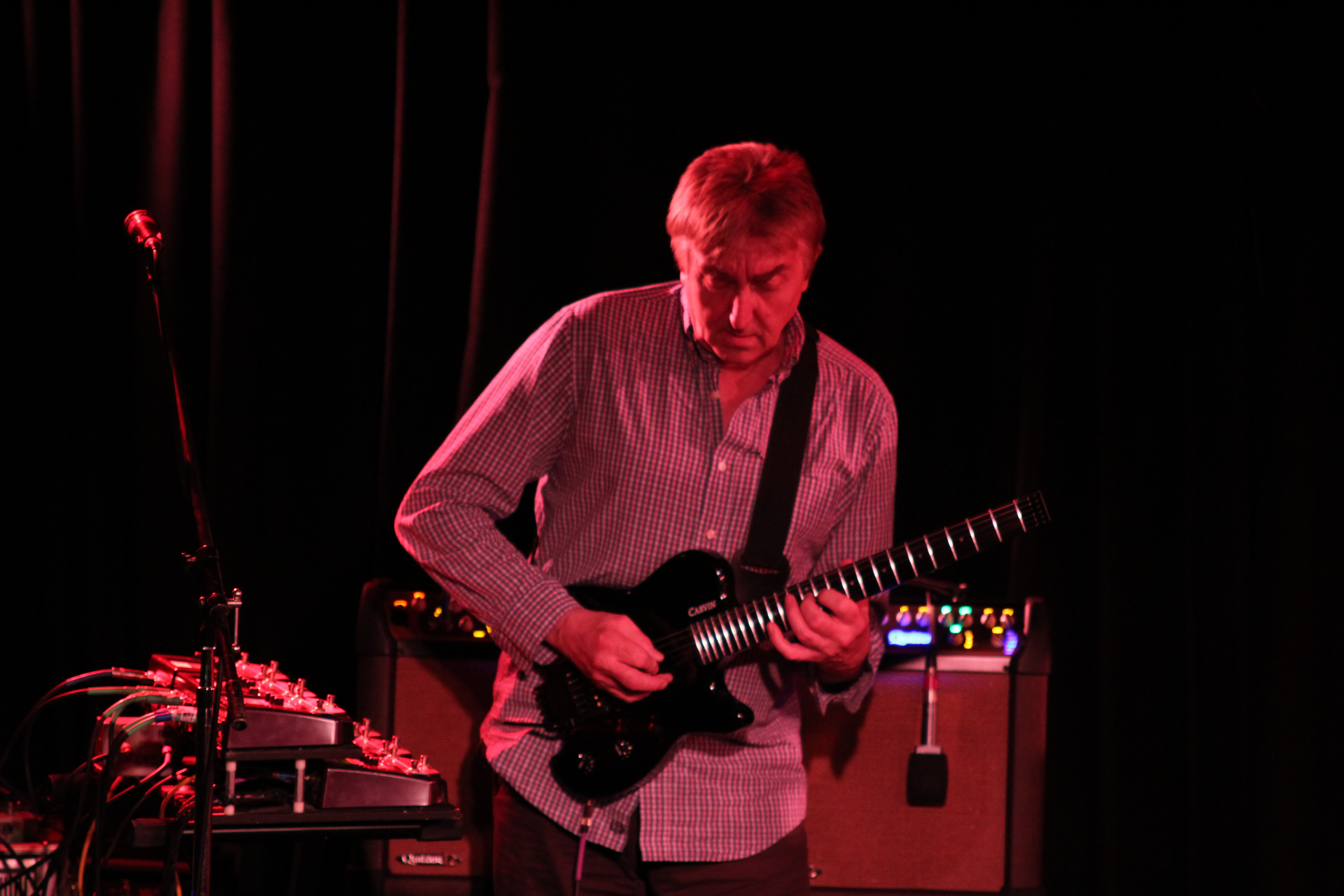
Holdsworth in 2012

- Le Voyage - The Jean-Luc Ponty Anthology
- The Very Best Of Jean-Luc Ponty
- The Atacama experience

Con Soft machine
- Bundles
- Triple Echo
- Land of Cockayne
- The Untouchable
- Best Of The Harvest Years See For Miles

Con Soft Works
- Abracadabra

Con Soma
- Soma

Con Strange Advance
- The Distance Between
- Worlds Away & Back

Con Steve Tavaglione
- Blue Tav

Con Tempest
- Up and On

Con U.K.
- U.K.
- In The Dead Of Night
- Radio Special 1978

Con Carl Verheyen
- No Borders

Con Chad Wackerman
- Forty Reasons
- The View

Con John Wetton
- Kings Road

Con Tony Williams
- Believe It!
- Snake Oil/Red Alert
- Million Dollar Legs
- The Best Of Tony Williams
- The Collection

Artistas varios
- Contemporary Jazz Masters
- CMPler 2
- Jazz Fusion Volume 2
- Meltdown
- Asia/U.K. Compilation
- Guitar Zone
- Fusion 101
- Planet X
- K2